# Protragoneura platycera
Protragoneura platycera — викопний вид двокрилих комах родини грибних комарів (Mycetophilidae), який існував у пізній крейді. Рештки комахи виявлені у бірманському бурштині. Тіло сягало завдовжки 2,5 мм, довжина крила — 1,6 мм.